# Conseil européen des 21 et 22 juin 1993
La réunion du Conseil européen des 21 et 22 juin 1993 s'est concentrée sur la perspective d'élargissement de l'Union européenne avec l'Autriche, la Finlande, la Suède et la Norvège avec pour objectif de conclure les négociations pour le 1er janvier 1995.

## Conclusions du Conseil
Le Conseil invite les instances européennes et les pays candidats de l'AELE à faire en sorte que les négociations se déroulent de manière constructive et rapide. Le cas de Malte et de Chypre est également abordé, ainsi que les relations avec la Turquie et notamment le renforcement de la coopération politique et le développement des relations économiques avec ce pays. L'union douanière sera d'ailleurs concrétisée deux ans plus tard.
Les pays d'Europe centrale et orientale reçoivent également des gages de bonne foi après l'effondrement du bloc de l'Est et la mise en place de relations diplomatiques, de programmes d'aides financières (programme PHARE) et d'accords d'association. Des accords similaires avaient déjà été conclus avec la Turquie (1963) ainsi que Malte (1970) et Chypre (1972).
Des critères d'adhésion neutres, structurés et quantifiables sont fixés lors de ce Conseil, ils seront par la suite appelés « Critères de Copenhague ». Cette nouvelle procédure d'évaluation vise surtout à évaluer les progrès effectués par chacun des pays candidats sur la voie de l'adhésion en fonction de leur situation initiale ; le Conseil européen reconnait les efforts déjà entrepris par les « pays associés pour moderniser leurs économies affaiblies par quarante ans de planification centralisée et pour assurer une transition rapide vers une économie de marché ».

## Sources